# Somatina pernigrata
Somatina pernigrata är en fjärilsart som beskrevs av Louis Beethoven Prout 1938. Somatina pernigrata ingår i släktet Somatina och familjen mätare. Inga underarter finns listade i Catalogue of Life.